# لوحة روبيك

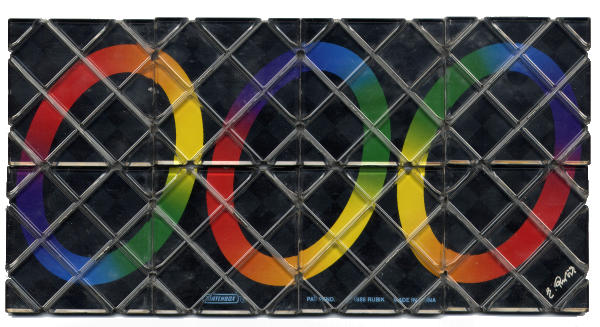
لوحة الروبك السحرية غير محلولة Unsolved state

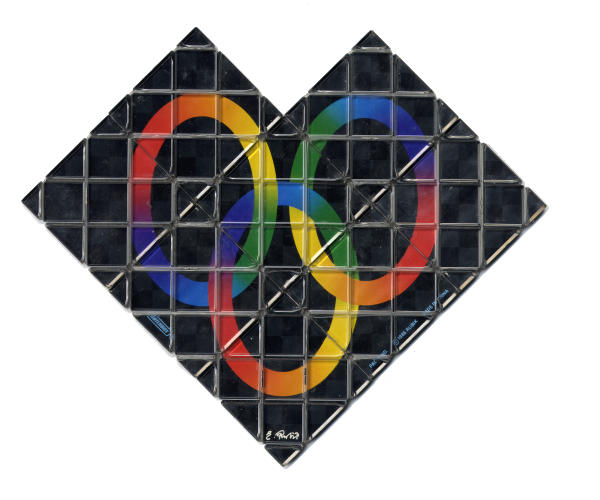
لوح الروبك السحرية محلولة Solved state

لعبة من لعب الأحاجي للصغار والكبار وهي من ألعاب تنمية الذكاء والمهارة. صممها النحات وأستاذ الهندسة المعمارية الهنجاري إرنو روبيك Ernő Rubik بعد اختراعه للمكعب الذي عرف واشتهر باسم مكعب روبيك Rubic Cube عام 1974م. هي في الأساس تعتمد على الاحتمالات الرياضية.